# Eclipsa (roman)
Eclipsa este un roman despre vampiri pentru tineri, scris de autoarea Stephenie Meyer, fiind publicat pentru prima oară în SUA în 2007. Este a treia carte din seria Amurg, și a vândut mai bine de 150.000 de exemplare în primele 24 de ore de la lansare.Cartea a apărut în Statele Unite pe 7 august 2007, iar în România pe 13 martie 2009.

## Subiectul
Eclipsa continuă relația dramatică dintre Bella și Edward. Edward își explică ezitarea de a o transforma pe Bella într-un vampir, spunând că el crede că vampirii sunt ființe fără suflet, care nu au loc în rai. Bella acceptă să se mărite cu el, în ciuda ezitărilor datorate divorțului dintre părinții ei, dar pune condiția ca el să facă dragoste cu ea înainte de a o transforma. Edward refuză inițial, temându-se că și-ar putea pierde controlul și ar răni-o, dar, dându-și seama că e un lucru important pentru Bella, acceptă, cu condiția ca ei doi să se căsătorească înainte.
Între timp, în orașul Seattle încep să se petreacă lucruri ciudate - brusc un val de crime se abate asupra așezării, iar Edward suspectează faptul că acestea ar putea să fie cauzate de un vampir incapabil să își controleze setea. Între timp, Alice, sora lui Edward, are o viziune conform căreia Victoria, fosta iubită a lui James, care caută să o ucidă pe Bella cu orice preț, s-a întors în oraș. În acest context, Edward ezită să o lase pe Bella să îl viziteze pe Jacob Black, dar, atunci când fata insistă, spunând că nici Jacob, nici restul vârcolacilor nu o vor răni, el cedează. Situația se complică atunci când Jacob își mărturisește iubirea pentru Bella și îi spune că va face tot posibilul pentru a o determina să îl aleagă pe el în locul lui Edward.
Ulterior, atât Bella cât și familia Cullen își dau seama că uciderile din Seattle fac parte din planul diabolic al Victoriei, care și-a creat o armată de vampiri nou-născuți cu scopul bine definit de a o prinde, tortura și ucide pe Bella. Pentru a putea opri această amenințare, familia Cullen se se aliază cu vârcolacii conduși de Sam Uley. În timp ce toți ceilalți se pregătesc de luptă, Edward și Bella se refugiază în munți, fiind ulterior însoțiți de Jacob și de tânărul vârcolac Seth Clearwater. Ei petrec o noapte întreagă ascunși, și, de dimineață, Jacob îi surprinde pe Bella și Edward discutând despre logodna lor. Rănit, el amenință că se va duce să se lupte cu armata Victoriei și se va lăsa ucis. Pentru a-l opri, Bella îl sărută, și își dă seama că și ea este îndrăgostită de el. Edward află de sentimentele ei, dar nu o condamnă, considerând că a ajutat la dezvoltarea lor în momentul în care a părăsit-o.
Victoria izbutește să urmărească mirosul lui Edward și ajunge la locul unde se aflau atât el cât și Bella și Seth, și Edward este forțat să lupte. Cu ajutorul lui Seth, el o distruge pe Victoria, și, la scurt timp după aceea, familia Cullen și vârcolacii îi omoară și pe ceilalți vampiri. Clanul Volturi apare la fața locului pentru a distruge puținii supraviețuitori rămași, și lupta se încheie. După ce totul se termină, Bella îi explică lui Jacob că îl iubește, dar că iubirea ei pentru Edward este mai mare și că nu poate trăi fără el.
Epilogul este povestit din punctul de vedere al lui Jacob. În momentul în care primește o invitație la nuntă din partea lui Edward, în care acesta își exprimă recunoștința pentru felul în care a protejat-o pe Bella, Jacob se transformă în lup și fuge din Forks, încercând să își uite durerea.

## Coperta și semnificația titlului

Coperta ediţiei în limba engleză a cărţii „Eclipsa”

Coperta înfățișează o panglică roșie destrămată. Aceasta reprezintă alegerea pe care Bella trebuie să o facă între prietenia și iubirea pentru Jacob și iubirea pentru Edward. Meyer a adăugat și faptul că panglica semnifică și ideea că Bella nu se poate desprinde complet de viața ei umană.
Titlul provine din cuvintele lui Jacob Black: The clouds I can handle, but I can't fight with an eclipse (Pot să mă descurc cu norii, dar nu pot lupta cu o eclipsă), prin care el își exprimă renunțarea la lupta pentru iubirea Bellei.

## Lansarea romanului
Cu câteva luni înainte de lansarea romanului Eclipsa, Meyer a găzduit un eveniment de promovare al romanului la Universitatea din Arizona, cu ajutorul unei librării locale. Biletele s-au vândut în șapte ore, și Meyer a ținut un al doilea eveniment în aceeași zi pentru care biletele s-au vândut în patru ore. Meyer a citit primul capitol din Eclipsa, care a fost lansat în aceeași zi în ediția specială a cărții  Luna nouă. Meyer a postat primul capitol și pe site-ul ei oficial și a pus câte un citat din roman pe parcursul fiecăreia din cele 37 de zile rămase până la lansarea oficială.
Pe 25 iulie, librăriile Barnes and Noble au oferit în mod accidental copii ale romanului Eclipsa câtorva dintre clienții care făcuseră deja comandă pentru ele. În declarația oferită de Barnes and Noble se stipula că a fost vorba de o eroare a calculatorului.
În încercarea de a preveni spoilerele, multe forumuri ale seriei au fost închise, ca și Twilight Lexicon. Stephenie Meyer și-a închis și comentariile de pe MySpace, și a rugat într-o scrisoare deschisă cititorii care dețineau romanul deja să țină sfârșitul pentru ei până când restul fanilor seriei aveau să aibă șansa de a citi și ei romanul.

## Critici
- LoveVampires.com a scris că „Cititorii adulți s-ar putea să fie deranjați de relațiile pline de angoasă adolescentină din roman, dar dacă v-au plăcut deja scrierile anterioare ale autoarei, vă va plăcea și acest roman.”, și a oferit cărții patru stele și jumătate din cinci[5].

- Anne Rouyer de la School Library Journal a spus că „Meyer știe ce vor fanii ei: suspans, fiori, și foarte mult romantism, și se achită de toate datoriile.”[6]

- Selby Gibson-Boyce de la Tulsa World a scris „Am citit romanul fără oprire până l-am terminat. Pur și simplu nu puteam lăsa cartea din mână. Exact același lucru mi s-a întâmplat cu Amurg și cu Luna nouă.”[7]

- Site-ul DearAuthor.com a precizat: „Era clar că, atunci când decizia ca Bella să fie transformată în vampir avea să fie luată, toată tensiunea avea să se evapore, prin urmare autoarea a trebuit să fabrice o serie de conflicte false pentru a menține povestea interesantă”, și a notat Eclipsa cu un C[8].

- Kellan Rice de la Blast Magazine a criticat cartea, numind-o „discriminatorie”, afirmând, „Nu numai că Meyer construiește între cele două personaje principale o relație evident nesănătoasă și chiar abuzivă, dar o mai și romantizează și chiar o idealizează, și face acest lucru nu numai cu Bella și Edward, dar și cu Bella și Jacob.”[9]

## Adaptarea cinematografică
O adaptare cinematografică este programată să fie lansată în 30 iunie 2010. Summit Entertainment a lansat deja un sumar al acțiunii pe 20 februarie 2009: „În timp ce Seattle este răvășit de o serie de crime misterioase și un vampir malefic își continuă planul de răzbunare, Bella se regăsește încă o dată înconjurată de pericol. În mijlocul a toate acestea, ea e forțată să aleagă între iubirea pentru Edward și prietenia pentru Jacob — știind că decizia ei are puterea de a incendia lupta ce durează de ani întregi dintre vampiri și vârcolaci. Cu absolvirea apropiindu-se cu pași repezi, Bella mai are o alegere de făcut: viață sau moarte.”